# Аугуст Эйвар Гюннарссон
Аугуст Эйвар Гюннарссон  (исл. Ágúst Ævar Gunnarsson) — бывший участник исландской пост-рок группы Sigur Rós.
Он был барабанщиком группы со времен её образования в 1994 году и играл в её составе до 1999 года, когда была закончена запись альбома Ágætis byrjun. После этого место барабанщика занял Орри Паудль Дирасон.
Группа стала особенно популярна после выхода последующих альбомов ( ) (2002) и Takk… (2005).
Аугуст же занялся графическим дизайном.